# Campionato bulgaro di calcio a 5 2007-2008
Il Campionato bulgaro di calcio a 5 2007-2008 è stata la sesta edizione del massimo campionato di calcio a 5 della Bulgaria, giocato nella stagione 2007/2008 con la formula del girone unico con play-off finali, e che ha visto la vittoria finale del Nadin Sofia, al suo primo titolo di Bulgaria.

## Classifica finale
| Pos | Squadra                  | Pti | G  | V | N | P  | GF | GS |
| --- | ------------------------ | --- | -- | - | - | -- | -- | -- |
| 1   | MFC Varna                | 28  | 10 | 9 | 1 | 0  | 51 | 14 |
| 2   | Nadin Sofia              | 23  | 10 | 7 | 2 | 1  | 51 | 29 |
| 3   | Plazma Plovdiv           | 19  | 10 | 6 | 1 | 3  | 44 | 24 |
| 4   | Vekta Plovdiv            | 18  | 10 | 5 | 3 | 2  | 45 | 41 |
| 5   | MAG Varna                | 17  | 10 | 5 | 2 | 3  | 43 | 39 |
| 6   | Mladost 2005 Sofia       | 16  | 10 | 5 | 1 | 4  | 41 | 30 |
| 7   | Odesos Varna             | 15  | 10 | 4 | 3 | 3  | 39 | 25 |
| 8   | Akademika Miks Sofia     | 12  | 10 | 4 | 0 | 6  | 43 | 42 |
| 9   | Moni Gabrovo             | 7   | 10 | 2 | 1 | 7  | 39 | 75 |
| 10  | FK G Sofia               | 3   | 10 | 1 | 0 | 9  | 29 | 62 |
| 11  | Felice Varna             | 0   | 10 | 0 | 0 | 10 | 27 | 71 |
| 12  | Energetika Stara Zagora* | 0   | 0  | 0 | 0 | 0  | 0  | 0  |

* Energetika Stara Zagora estromessa dal campionato

## Playoff

### Quarti di andata
|  | MFC Varna | 2 – 1 | Akademika Miks |  |

|  | Nadin Sofia | 3 – 1 | Odesos Interkom Grup Varna |  |

|  | Plazma Plovdiv | 7 – 4 | Mladost 2005 Sofia |  |

|  | Vekta Plovdiv | 0 – 3 | MAG Varna |  |

### Quarti di ritorno
|  | Akademika Miks | 3 – 8 | MFC Varna |  |

|  | Odesos Interkom Grup Varna | 5 – 4 (DTS) | Nadin Sofia |  |

|  | Mladost 2005 Sofia | 3 – 6 (DTS) | Plazma Plovdiv |  |

|  | MAG Varna | 3 – 4 | Vekta Plovdiv |  |

### Quarti - gara 3
|  | Nadin Sofia | 3 – 2 | Odesos Interkom Grup Varna |  |

|  | Vekta Plovdiv | 0 – 4 | MAG Varna |  |

### Semifinali di andata
|  | MFC Varna | 8 – 2 | MAG Varna |  |

|  | Nadin Sofia | 5 – 2 | Plazma Plovdiv |  |

### Semifinali di ritorno
|  | MAG Varna | 2 – 6 | MFC Varna |  |

|  | Plazma Plovdiv | 7 – 4 | Nadin Sofia |  |

### Semifinali - gara 3
|  | Nadin Sofia | 3 – 0 | Plazma Plovdiv |  |

### Finale
|  | MFC Varna | 6 – 9 (DCR) | Nadin Sofia |  |

|  | Nadin Sofia | 3 – 8 | MFC Varna |  |

|  | MFC Varna | 2 – 3 (DTS) | Nadin Sofia |  |